# Aruba na Letnich Igrzyskach Olimpijskich 2024
Aruba na Letnich Igrzyskach Olimpijskich 2024 – występ kadry sportowców reprezentujących Arubę na igrzyskach olimpijskich, które odbyły się w Paryżu we Francji, w dniach 26 lipca – 11 sierpnia 2024.
Reprezentacja Aruby liczyła sześcioro zawodników – dwie kobiety i czterech mężczyzn, którzy wystąpili w 4 dyscyplinach.
Był to dziesiąty start Aruby na letnich igrzyskach olimpijskich.

## Reprezentanci

### Kolarstwo

#### BMX
Wyścig
| Zawodnik        | Konkurencja | Ćwierćfinał | Ćwierćfinał | Półfinał | Półfinał | Finał | Finał   | Pozycja | Źródło |
| Zawodnik        | Konkurencja | Wynik       | Miejsce     | Wynik    | Miejsce  | Wynik | Miejsce | Pozycja | Źródło |
| --------------- | ----------- | ----------- | ----------- | -------- | -------- | ----- | ------- | ------- | ------ |
| Shanayah Howell | kobiety     | 23          | 23.         | NQ       | NQ       | NQ    | NQ      | 23.     | [ 1 ]  |

### Pływanie
| Zawodnik         | Konkurencja            | Eliminacje | Eliminacje | Półfinał | Półfinał | Finał | Finał | Źródło |
| Zawodnik         | Konkurencja            | Czas       | Poz.       | Czas     | Poz.     | Czas  | Poz.  | Źródło |
| ---------------- | ---------------------- | ---------- | ---------- | -------- | -------- | ----- | ----- | ------ |
| Chloë Farro      | 50 m st. dowolnym (k)  | 26.49      | 32.        | NQ       | NQ       | NQ    | NQ    | [ 2 ]  |
| Mikel Schreuders | 50 m st. dowolnym (m)  | 22.14      | 26.        | NQ       | NQ       | NQ    | NQ    | [ 3 ]  |
| Mikel Schreuders | 100 m st. dowolnym (m) | 48.84      | 26.        | NQ       | NQ       | NQ    | NQ    | [ 3 ]  |

### Strzelectwo
| Zawodnik      | Konkurencja                     | Kwalifikacje | Kwalifikacje | Finał | Finał   | Źródło |
| Zawodnik      | Konkurencja                     | Wynik        | Pozycja      | Wynik | Pozycja | Źródło |
| ------------- | ------------------------------- | ------------ | ------------ | ----- | ------- | ------ |
| Philip Elhage | pistolet pneumatyczny, 10 m (m) | 554          | 33.          | NQ    | NQ      | [ 4 ]  |

### Żeglarstwo
Konkurencje eliminacyjne
| Zawodnik      | Konkurencja | Wyścig | Wyścig | Wyścig | Wyścig | Wyścig | Wyścig | Wyścig | Wyścig | Wyścig | Wyścig | Wyścig | Wyścig | Wyścig | Wyścig   | Wyścig   | Wyścig   | Wyścig   | Wyścig   | Wyścig   | Wyścig   | Wyścig | Wyścig  | Wyścig | Wyścig | Wyścig | Pozycja | Źródło |
| Zawodnik      | Konkurencja | 1      | 2      | 3      | 4      | 5      | 6      | 7      | 8      | 9      | 10     | 11     | 12     | 13     | 14       | 15       | 16       | 17       | 18       | 19       | 20       | pkt.   | miejsce | QF     | SF     | F      | Pozycja | Źródło |
| ------------- | ----------- | ------ | ------ | ------ | ------ | ------ | ------ | ------ | ------ | ------ | ------ | ------ | ------ | ------ | -------- | -------- | -------- | -------- | -------- | -------- | -------- | ------ | ------- | ------ | ------ | ------ | ------- | ------ |
| Ethan Westera | iQFoil (m)  | 11     | 12     | 12     | 17     | 10     | 13     | 8      | 11     | 3      | 6      | 8      | 2      | 7      | odwołany | odwołany | odwołany | odwołany | odwołany | odwołany | odwołany | 90     | 9. Q    | 5      | NQ     | NQ     | 8.      | [ 5 ]  |

Konkurencje z wyścigiem medalowym
| Zawodnik         | Konkurencja | Wyścig | Wyścig | Wyścig | Wyścig | Wyścig | Wyścig | Wyścig | Wyścig | Wyścig   | Wyścig   | Wyścig | Punkty | Finałowa pozycja | Źródło |
| Zawodnik         | Konkurencja | 1      | 2      | 3      | 4      | 5      | 6      | 7      | 8      | 9        | 10       | M*     | Punkty | Finałowa pozycja | Źródło |
| ---------------- | ----------- | ------ | ------ | ------ | ------ | ------ | ------ | ------ | ------ | -------- | -------- | ------ | ------ | ---------------- | ------ |
| Just van Aanholt | ILCA 7      | 26     | 39     | 25     | 24     | 34     | 10     | 23     | 36     | odwołany | odwołany | NQ     | 178    | 33.              | [ 6 ]  |